# Can (Name)
Can [d͡ʒɑ̆n] ist ein männlicher und weiblicher Vorname, der u. a. in der Türkei sowie (mit anderer Etymologie und Aussprache) in Vietnam und China gebräuchlich ist. Can tritt auch als türkischer Familienname auf.

## Herkunft und Bedeutung des Namens
- Türkisch (= die Seele, das Innere, der Lebende, das Leben)[4] persischer Herkunft[5]
- Zazaisch (= cano, siehe türkisch, als Anhängsel bzw. als zweiter Vorname besonders bei Aleviten, z. B. Haydar → Haydarcan (Haydar-Can))

## Varianten (türkisch)
- Babacan, Canberk, Candemir, Caner, Cansel, Cansu, Demircan, Gökcan, Gülcan, Gürcan, Kayacan, Mertcan, Oğulcan, Onurcan, Özcan, Uğurcan

## Namensträger

### Männlicher Vorname
- Can Açıkgöz (* 2000), deutsch-türkischer Hörbuchsprecher
- Can Demir Aktav (* 1994), türkischer Fußballspieler
- Can Arat (* 1984), türkischer Fußballspieler
- Can Artam (* 1981), türkischer Rennfahrer
- Can Atilla (* 1969), türkischer Komponist und Musiker
- Can Bartu (1936–2019), türkischer Fußball- und Basketballspieler
- Can Bonomo (* 1987), türkisch-jüdischer Sänger
- Can Çapak (* 1985), türkischer Dreibandspieler
- Can Çelebi (* 1990), türkischer Handballspieler
- Can Coskun (* 1998), türkisch-deutscher Fußballspieler
- Can Dündar (* 1961), türkischer Journalist, Dokumentarfilmer und Buchautor
- Can Erdem (* 1987), türkischer Fußballspieler
- Can Erenoğlu (* 1953), türkischer Vizeadmiral
- Can Fischer (* 1984), deutscher Schauspieler, Regisseur und Autor
- Can Mansuroglu (* 1983), deutscher Filmemacher, Journalist und Moderator
- Can Nergis (* 1985), türkischer Schauspieler und Model
- Can Öncü (* 2003), türkischer Motorradrennfahrer
- Can Oral (* 1965), deutscher Musiker, Labelbetreiber und DJ
- Can Özüpek (* 1996), türkischer Dreispringer
- Can Parlayan (* 1986), türkischer Fußballspieler
- Can Salim-Giasar (* 1997), deutscher Poolbillardspieler
- Ömer Can Sokullu (* 1988), türkischer Fußballspieler
- Can Togay (* 1955), ungarischer Drehbuchautor, Filmregisseur und Schauspieler
- Can Uğurluer (* 1970), türkischer Popsänger
- Can Vanlı (* 1962), deutsch-türkischer Fußballtrainer
- Wang Can (* 1994), chinesischer Poolbillardspieler
- Can Yücel (1926–1999), türkischer Lyriker und Essayist

### Weiblicher Vorname
- Can Erdoğan-Sus (* 1979), türkische Komponistin

### Familienname
- Adrian Can (* 1972), auch Hakan Can, deutscher Schauspieler
- Ali Can (* 1993), deutsch-türkischer Sozialaktivist
- Ayhan Can (* 1937), türkischer Dichter
- Burak Can (* 1996), türkischer Schauspieler
- Canan und Handan Can (* 1965; * 1968), deutschsprachige türkische Autorinnen
- Cem Can (* 1981), türkischer Fußballspieler
- Cihan Can (* 1986), türkischer Fußballspieler
- Efekan Can (* 1994), türkischer Schauspieler
- Emre Can (* 1994), deutscher Fußballspieler
- Emre Can (Schachspieler) (* 1990), türkischer Schachspieler
- Eren Can (* 1998), deutsch-türkischer Sänger und Rapper
- Eyüp Can (* 1964), türkischer Boxer
- Fettah Can (* 1975), türkischer Popmusiker und Songwriter
- Görkem Can (* 2000), türkischer Fußballspieler
- Halil İbrahim Can (* 1990), türkischer Fußballspieler
- Hüseyin Can (* 1999), türkischer Langstreckenläufer
- Kerem Can (* 1977), deutsch-türkischer Schauspieler
- Müslüm Can (* 1975), deutsch-türkischer Fußballspieler
- Özge Soylu-Can (* 1995), türkische Leichtathletin
- Sabri Can (* 1997), türkischer Fußballspieler
- Safiye Can (* 1977), deutsche Dichterin, Schriftstellerin und literarische Übersetzerin
- Şenol Can (* 1983), türkischer Fußballspieler
- Yasemin Can (* 1996), türkische Langstreckenläuferin
- Yavuz Can (* 1987), türkischer Sprinter

### Künstlername
- Can Candid (* 1938), deutscher Komponist
- Can Themba (1924–1968/69), südafrikanischer Schriftsteller und Journalist

- Sibel Can (* 1970), türkische Popsängerin und Schauspielerin
- Can Xue (* 1953), chinesische Autorin